# Aeroportul Mesquite
Aeroportul Mesquite (IATA: MFH, FAA LID: 67L) este un aeroport din Nevada, Statele Unite ale Americii ce deservește zona Mesquite⁠(d). A fost numit după zona deservită.
Situat la o altitudine de 603 m, aeroportul dispune de 1 pistă.

## Infrastructură

### Piste
Aeroportul dispune de o singură pistă. Pista 01/19 are suprafața de asfalt și dimensiunile 5.121 picioare × 75 picioare. 